# Feuerzangenbowle

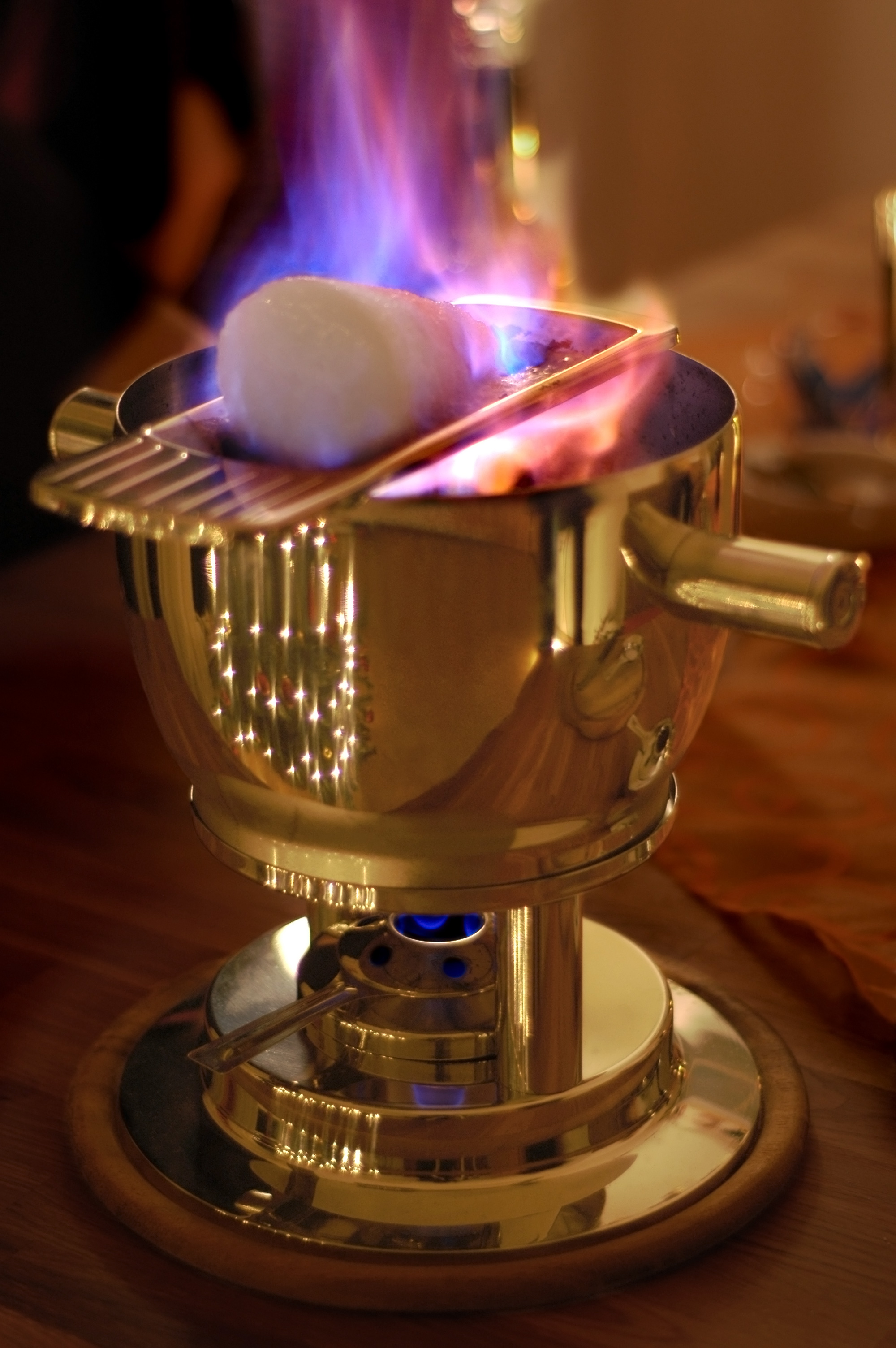
Feuerzangenbowle avec le pain de sucre.

La Feuerzangenbowle (), ou « punch aux tenailles de feu », est une boisson alcoolisée traditionnellement confectionnée et consommée lors des fêtes de Noël et de la Saint-Sylvestre, en Allemagne et dans les pays germaniques. Elle consiste à faire flamber un pain de sucre imbibé de rhum au dessus d'un recipient contenant du vin chaud. Le goût rappelle celui de la Goldwasser, une liqueur, spécialité de la ville de Dantzig.
La tradition nait au XVIIIe siècle après l'introduction du sucre importé des colonies portugaises, espagnoles, françaises et anglaises en Europe. Elle a également été adoptée par les confréries notamment estudiantines (les "Studentenverbindungen") au XIXe siècle, qui l’appelaient Krambambuli
Elle connait un regain de popularité à la fin de la Seconde Guerre mondiale, à la fin de l'année 1944, avec la sortie du film Ce diable de garçon avec Heinz Rühmann. 

## Préparation
Ingrédients pour 6 personnes
- 2 bouteilles de vin rouge
- 4 clous de girofle
- 1 écorce d'orange
- 1 bâton de cannelle (ou cannelle en poudre)
- jus d’un citron
- 1 pain de sucre de 250 g
- 50 cl de rhum blanc (à plus de 50°)

Pour préparer ce punch chaud, il faut une pince à sucre, un poêlon (à fondue) et son réchaud à alcool.
Verser le vin dans le poêlon, ajouter l’écorce d’orange piquée de clous de girofle, le bâton de cannelle, le jus de citron ; préchauffer sur la cuisinière, sans faire bouillir.
Apporter le poêlon à table, allumer le réchaud ; poser la pince sur le bord du réchaud, déposer le pain de sucre sur la pince. Imprégner complètement le sucre de rhum. Allumer et laisser brûler, pour que le sucre fondant tombe dans le punch.
Ajouter toujours du rhum pour alimenter la flamme, afin que le sucre fonde goutte à goutte dans le vin. C'est en effet le sucre flambé qui donne au punch son véritable arôme.

## Anecdote
En Allemagne, à l'approche de Noël ou pour la Saint Sylvestre, le film est traditionnellement diffusé à la TV, projeté dans l'Audimax des universités ou même en plein air.